# Теория Калуцы — Клейна
Теория Калуцы — Клейна — одна из многомерных теорий гравитации, позволяющая объединить два фундаментальных физических взаимодействия: гравитацию и электромагнетизм. Теория была впервые опубликована в 1921 году немецким математиком Теодором Калуцей, который расширил пространство Минковского до 5-мерного пространства и получил из уравнений своей теории уравнения общей теории относительности и классические уравнения Максвелла. Обоснование ненаблюдаемости пятого измерения (его компактность) было предложено шведским физиком Оскаром Клейном в 1926 году.
Эта теория была одной из первых успешных теорий, положивших начало геометрической интерпретации калибровочных полей (а именно единственного хорошо известного на момент её создания, кроме гравитации, электромагнитного поля). Также была первой успешной теорией объединения, которая, хотя и не привела к экспериментально подтверждённым открытиям, но была внутренне непротиворечивой и идейно содержательной теорией, не противоречащей эксперименту.
Первоначальный вариант теории не включает других фундаментальных взаимодействий (сильного и слабого) не известных в то время, а также в ней не оказалось места для частиц с полуцелым спином. Но идея многомерных единых теорий поля с компактифицированными дополнительными пространствами нашла применение в современных теориях суперсимметрии, супергравитации и суперструн.

## История
Геометрический подход в физике заложили Р. Декарт, И. Кант и Г. Галилей. Долгое время понятие искривления пространства не могло возникнуть в науке из-за доминирования представлений об однородности пространства и времени, которое основывалось на пятой аксиоме Евклида и совпадало с повседневным опытом. Отказ от аксиомы параллельности прямых привёл Н. И. Лобачевского к открытию новой (неевклидовой) геометрии в пространстве с отрицательной кривизной. Б. Риман открыл другой тип неевклидовой геометрии с положительной кривизной, когда не существует ни одной параллельной прямой параллельной данной (геодезическая линий) проходящей через какую-либо точку не лежащую на данной прямой. Сферическая геометрия Римана описывает мир с конечным объёмом. У. Клиффорд предсказал некоторые следствия сферической геометрии, рассмотрел представления о мире ползающего по сфере жука и задал вопрос о геометрии нашей Вселенной, и её связи с физикой:
спросим же себя, не можем ли и мы подобным образом рассматривать как изменение физического характера те действия, которые на самом деле обязаны своим происхождением изменениям в кривизне нашего пространства.   Не окажется ли, что все или некоторые из тех причин, которые мы называем физическими, свое начало ведут от геометрического строения нашего пространства?
Существенным предположением Клиффорда была догадка о связи электрического поля с геометрией пространства. Но учёные, занимающиеся поиском геометрического описания мира не могли прийти к построению общей теории относительности до включения времени как одной из координат нашего пространства, что продвигалось в работах Х. Лоренца, А. Эйнштейна, Г. Минковского. В 1913 году М. Гроссман и А. Эйнштейн предположили, что гравитационное взаимодействие обусловлено искривлением 4-мерного пространства-времени. На рубеже 1915 и 1916 годов почти одновременно уравнения для гравитационного поля появились в работах А. Эйнштейна и Д. Гильберта.
Теоретическая физика описывает мир посредством математики, стремится найти универсальность в его законах. Ньютон заметил, что гравитация, которая действует на яблоко — это та же самая гравитация, которая управляет движением небесных светил. Сегодня известны четыре фундаментальных взаимодействия, и современная теория рассматривает возможность описать все взаимодействия единым образом посредством привлечения высших размерностей. В таком контексте квантовая теория поля в пятимерном пространстве (5D) — это естественное расширение общей теории относительности (ОТО) Эйнштейна.
Гуннар Нордстрём первым попытался объединить теорию гравитации с электромагнетизмом, привлекая пятое измерение, в 1914 году. Но в этом случае к электромагнитному векторному потенциалу была добавлена пятая компонента, представляющая собой ньютоновский гравитационный потенциал, так как его теория появилась раньше чем ОТО, и он не предполагал тензорную природу гравитационного потенциала, и позволяющая записать уравнения Максвелла в пяти измерениях.
Развитие пятимерной (5D) теории разделяют на три этапа. Первоначальная гипотеза принадлежит Теодору Калуце, который отправил свои результаты Эйнштейну в 1919 году и опубликовал их в 1921 году. Калуца представил чисто классическое расширение общей теории относительности на 5D с метрическим тензором из 15 компонент. 10 компонент отождествляются с четырёхмерной метрикой пространства-времени, четыре компоненты с электромагнитным векторным потенциалом и одна компонента с неидентифицированным скалярным полем, которое Калуца не рассматривал, иногда называемое «радионом» или «дилатоном». Соответственно, 5D уравнения Эйнштейна дают 4D уравнения Эйнштейна для поля, уравнения Максвелла для электромагнитного поля и уравнение для скалярного поля. Калуца также ввёл гипотезу «цилиндрического условия», согласно которой ни одна из компонент пятимерной метрики не зависит явным образом от пятой координаты. Без этого предположения появляются слагаемые, включающие производные полей по пятой координате, которые, как и скалярное поле, не наблюдаются в экспериментах. Эта дополнительная степень свободы такова, что уравнения поля с зависимостью от пятой координаты становятся невероятно сложными. Стандартная физика в 4D проявляется при наложении цилиндрического условия, а соответствующая математика приобретает более простую форму.
В 1926 году Оскар Клейн дал классической пятимерной теории Калуцы квантовую интерпретацию в соответствии с открытиями Гейзенберга и Шрёдингера. Кляйн выдвинул гипотезу о том, что пятое измерение свёрнуто и микроскопично, чтобы объяснить цилиндрическое условие, а циклическое движение в пятом измерении может естественным образом объяснить квантование заряда электрона. Клейн предположил, что геометрия дополнительного пятого измерения может иметь форму круга с радиусом 10−30 см. Клейн также внёс вклад в классическую теорию, предоставив должным образом нормализованную 5D-метрику. Работа над теорией поля Калуцы продолжалась в 1930-х годах Эйнштейном и его коллегами из Принстона.
Оригинальная теория Калуцы — Клейна рассматривается как неверная по нескольким причинам. В частности, компактификация пятого измерения приводит к выводу, что частицы, которые будут доминировать в мире, должны иметь планковские массы, что не наблюдается в эксперименте. Эта проблема известна как проблема иерархии масс. Игнорирование скалярного поля Калуцей также не оставляет способа объяснить наличие тёмной энергии в нашей Вселенной. Также, по мнению Эйнштейна, цилиндрическое условие, которое является причиной возникновения масс, исключает геометрическую интерпретацию масс.
В 1940-х годах классическая теория была завершена, и полные уравнения поля, включая скалярное поле, были получены тремя независимыми исследовательскими группами: Тири, работавший во Франции над диссертацией под руководством Лихнеровича; Йордан, Людвиг и Мюллер в Германии, с критическим вкладом Паули и Фирца; и Шеррер, работавший один в Швейцарии. Работа Йордана привела к скалярно-тензорной теории Бранса — Дике; Бранс и Дике, очевидно, не знали о Тири и Шеррере. Полные уравнения Калуцы с цилиндрическим условием довольно сложны, и большинство англоязычных обзоров, а также английские переводы Тири содержат некоторые ошибки. Тензоры кривизны для полных уравнений Калуцы были вычислены с использованием компьютерной системы тензорной алгебры в 2015 году, проверяя результаты Феррари и Кокеро и Эспозито-Фарезе. 5D ковариантная форма источника (тензора энергии-импульса) рассмотрена Уильямсом.

## Гипотеза Калуцы
В своей статье 1921 года Калуца использовал все элементы классической пятимерной теории: метрику, уравнения поля, уравнения движения, тензор энергии-импульса и цилиндрическое условие. Без использования свободных параметров он расширил общую теорию относительности до пяти измерений.
Начнём с гипотезы о форме пятимерной метрики. {\displaystyle {\widetilde {g}}_{ab}}, где латинские индексы охватывают пять измерений. Также введём четырёхмерную метрику пространства-времени {\displaystyle {g}_{\mu \nu }}, где греческие индексы охватывают обычные четыре измерения пространства и времени; 4-вектор {\displaystyle A^{\mu }} отождествляется с электромагнитным векторным потенциалом; и скалярное поле {\displaystyle \phi }. Затем разделим 5D-метрику так, чтобы 4D-метрика была обрамлена электромагнитным векторным потенциалом со скалярным полем на пятой позиции в диагонали. Это можно представить как:
{\displaystyle {\widetilde {g}}_{ab}\equiv {\begin{bmatrix}g_{\mu \nu }+\phi ^{2}A_{\mu }A_{\nu }&\phi ^{2}A_{\mu }\\\phi ^{2}A_{\nu }&\phi ^{2}\end{bmatrix}}\,.}
Точнее можно написать
{\displaystyle {\widetilde {g}}_{\mu \nu }\equiv g_{\mu \nu }+\phi ^{2}A_{\mu }A_{\nu },\qquad {\widetilde {g}}_{5\nu }\equiv {\widetilde {g}}_{\nu 5}\equiv \phi ^{2}A_{\nu },\qquad {\widetilde {g}}_{55}\equiv \phi ^{2}\,,}
где индекс {\displaystyle 5} указывает пятую координату по соглашению, тогда как первые четыре координаты имеют индексы 0, 1, 2 и 3. Соответствующая обратная метрика
{\displaystyle {\widetilde {g}}^{ab}\equiv {\begin{bmatrix}g^{\mu \nu }&-A^{\mu }\\-A^{\nu }&g_{\alpha \beta }A^{\alpha }A^{\beta }+{1 \over \phi ^{2}}\end{bmatrix}}\,.}
Это разложение является довольно общим, и все члены безразмерны. Затем Калуца применяет к этой метрике аппарат стандартной общей теории относительности. Уравнения поля получены из пятимерных уравнений Эйнштейна, а уравнения движения — из пятимерной геодезической гипотезы. Полученные в результате уравнения поля дают уравнения как общей теории относительности, так и электродинамики; уравнения движения дают четырёхмерное уравнение геодезической и закон для силы Лоренца, и обнаруживается, что электрический заряд отождествляется с движением в пятом измерении.
Метрическая гипотеза подразумевает, что существует инвариантный пятимерный элемент длины {\displaystyle \operatorname {d} \!s}:
{\displaystyle \operatorname {d} \!s^{2}\equiv {\widetilde {g}}_{ab}\operatorname {d} \!x^{a}\operatorname {d} \!x^{b}=g_{\mu \nu }dx^{\mu }\operatorname {d} \!x^{\nu }+\phi ^{2}\left(A_{\nu }\operatorname {d} \!x^{\nu }+\operatorname {d} \!x^{5}\right)^{2}\,.}

## Уравнения поля из гипотезы Калуцы
Уравнения поля 5-мерной теории никогда не были правильно определены Калуцей или Клейном, потому что они игнорировали скалярное поле. Вывод полных уравнений поля Калуцы обычно приписываются Тири, который получил уравнения поля в вакууме. Калуца первоначально выписал тензор энергии-импулься для своей теории, и Тири включил тензор энергии-импульса в свою диссертацию. Но, как описал Гоннер, несколько независимых групп работали над уравнениями поля в 1940-х годах и ранее. Тири, возможно, наиболее известен только потому, что Эпплквист, Чодос и Фройнд опубликовали английский перевод его работы в их обзорной книге. Эпплквист и др. также опубликовали английский перевод статьи Калуцы. Работы Йордана не были переведены на английский язык. Первые правильные уравнения поля Калуцы на английском языке, включая скалярное поле, были получены Уильямсом.
Чтобы получить уравнения поля 5D, 5D символы Кристоффеля связности {\displaystyle {\widetilde {\Gamma }}_{bc}^{a}} рассчитываются по метрике 5D {\displaystyle {\widetilde {g}}_{ab}}, и 5D тензор Риччи {\displaystyle {\widetilde {R}}_{ab}} рассчитывается из 5D символов Кристоффеля связности.
Классические результаты Тири и других авторов получены при использовании цилиндрического условия:
{\displaystyle {\partial {\widetilde {g}}_{ab} \over \partial x^{5}}=0} .
Без этого предположения уравнения поля становятся намного более сложными, приводя к гораздо большему количеству степеней свободы, которые можно отождествить с различными новыми полями. Пол Вессон и его коллеги пытались ослабить цилиндрическое условие, чтобы получить дополнительные члены, которые можно отождествить с полями материи, для которых Калуца вручную вставил тензор энергии-импульса.
Возражение к первоначальной идеи Калуцы заключалось в использовании пятого измерения, но без его динамики. Однако Тири утверждал, что интерпретация закона для силы Лоренца в терминах 5-мерной геодезической сильно противоречит существованию пятого измерения независимо от цилиндрического условия. Поэтому большинство авторов использовали цилиндрическое условие при выводе уравнений поля. Кроме того, обычно предполагаются уравнения вакуума, для которых
{\displaystyle {\widetilde {R}}_{ab}=0}
где
{\displaystyle {\widetilde {R}}_{ab}\equiv \partial _{c}{\widetilde {\Gamma }}_{ab}^{c}-\partial _{b}{\widetilde {\Gamma }}_{ca}^{c}+{\widetilde {\Gamma }}_{cd}^{c}{\widetilde {\Gamma }}_{ab}^{d}-{\widetilde {\Gamma }}_{bd}^{c}{\widetilde {\Gamma }}_{ac}^{d}}
и
{\displaystyle {\widetilde {\Gamma }}_{bc}^{a}\equiv {1 \over 2}{\widetilde {g}}^{ad}\left(\partial _{b}{\widetilde {g}}_{dc}+\partial _{c}{\widetilde {g}}_{db}-\partial _{d}{\widetilde {g}}_{bc}\right)}
Уравнения вакуумного поля, полученные таким образом Тири и группой Йордана, выписаны ниже.
Уравнение поля для {\displaystyle A^{\nu }} получается из
{\displaystyle {\widetilde {R}}_{55}=0\Rightarrow \Box \phi ={1 \over 4}\phi ^{3}F^{\alpha \beta }F_{\alpha \beta }}
где {\displaystyle F_{\alpha \beta }\equiv \partial _{\alpha }A_{\beta }-\partial _{\beta }A_{\alpha }}, {\displaystyle \Box \equiv g^{\mu \nu }\nabla _{\mu }\nabla _{\nu }}, и {\displaystyle \nabla _{\mu }} — стандартная четырёхмерная ковариантная производная. Уравнение показывает, что электромагнитное поле является источником скалярного поля. Обратите внимание, что скалярное поле нельзя считать постоянным без наложения соответствующего ограничения на электромагнитное поле. В более ранних трактовках Калуцы и Клейна не было адекватного описания скалярного поля и не учитывалось возникающее ограничение на электромагнитное поле, в предположении постоянного скалярного поля.
Полевое уравнение для четырёхмёрного тензора Риччи {\displaystyle R_{\mu \nu }} получается из
{\displaystyle {\widetilde {R}}_{5\alpha }=0={1 \over 2}g^{\beta \mu }\nabla _{\mu }\left(\phi ^{3}F_{\alpha \beta }\right)}
Если скалярное поле постоянно, то оно имеет форму вакуумных уравнений Максвелла.
{\displaystyle {\begin{aligned}{\widetilde {R}}_{\mu \nu }-{1 \over 2}{\widetilde {g}}_{\mu \nu }{\widetilde {R}}&=0\Rightarrow \\R_{\mu \nu }-{1 \over 2}g_{\mu \nu }R&={1 \over 2}\phi ^{2}\left(g^{\alpha \beta }F_{\mu \alpha }F_{\nu \beta }-{1 \over 4}g_{\mu \nu }F_{\alpha \beta }F^{\alpha \beta }\right)+{1 \over \phi }\left(\nabla _{\mu }\nabla _{\nu }\phi -g_{\mu \nu }\Box \phi \right)\end{aligned}}}
где {\displaystyle R} — стандартный 4D скаляр Риччи.
Из этого уравнения следует замечательный результат, названный А. Саламом «чудом Калуцы» — точная форма тензора энергии-импульса электромагнитного поля возникает из 5D вакуумных уравнений в качестве источника в 4D уравнениях — поле из вакуума. Другое чудо включает объяснение калибровочной инвариантности. Вид тензора энергии-импульса электромагнитного поля позволяет окончательно отождествить {\displaystyle A^{\mu }} с электромагнитным векторным потенциалом. Для этого поле необходимо масштабировать с помощью константы преобразования {\displaystyle k}: {\displaystyle A^{\mu }\rightarrow kA^{\mu }}.
Приведённое выше соотношение показывает, что константа должна иметь вид
{\displaystyle {k^{2} \over 2}={8\pi G \over c^{4}}{1 \over \mu _{0}}={2G \over c^{2}}{4\pi \epsilon _{0}}}
где {\displaystyle G} — гравитационная постоянная и {\displaystyle \mu _{0}} — магнитная проницаемость свободного пространства. В теории Калуцы гравитационную постоянную можно понимать как константу электромагнитной связи в метрике. Также существует тензор энергии-импульса для скалярного поля. Скалярное поле ведёт себя как переменная гравитационная константа с точки зрения модуляции связи тензора энерги-импульса электромагнитного поля с кривизной пространства-времени. Знак {\displaystyle \phi ^{2}} в метрике фиксируется в соответствии с теорией 4D, так что плотности электромагнитной энергии положительны. Часто предполагается, что пятая координата пространственноподобна по своей сигнатуре в метрике.
В присутствии вещества условие 5D-вакуума нарушается. Действительно, Калуца этого не предполагал. Полные уравнения поля требуют вычисления 5D тензора Эйнштейна
{\displaystyle {\widetilde {G}}_{ab}\equiv {\widetilde {R}}_{ab}-{1 \over 2}{\widetilde {g}}_{ab}{\widetilde {R}}}
как видно из восстановления тензора энергии-импульса электромагнитного поля выше. Тензоры кривизны 5D сложны, и большинство англоязычных обзоров содержат ошибки либо в {\displaystyle {\widetilde {G}}_{ab}} или же {\displaystyle {\widetilde {R}}_{ab}}, как и их английские переводы. См. работу Вильямса для получения полного набора 5D тензоров кривизны с цилиндрическим условием, посчитанных с помощью программы тензорной алгебры.

## Уравнения движения из гипотезы Калуцы
Уравнения движения получены из пятимерной геодезической гипотезы в терминах 5-скорости {\displaystyle {\widetilde {U}}^{a}\equiv dx^{a}/ds}:
{\displaystyle {\widetilde {U}}^{b}{\widetilde {\nabla }}_{b}{\widetilde {U}}^{a}={d{\widetilde {U}}^{a} \over ds}+{\widetilde {\Gamma }}_{bc}^{a}{\widetilde {U}}^{b}{\widetilde {U}}^{c}=0}
Это уравнение можно преобразовать несколькими способами, и оно было изучено в различных формах авторами, включая Калуцу, Паули, Гросса и Перри, Гегенберга и Кунстаттера и Вессона и Понсе де Леона, но для лучшего понимания полезно преобразовать его обратно в обычный четырёхмерный элемент длины {\displaystyle c^{2}d\tau ^{2}\equiv g_{\mu \nu }dx^{\mu }dx^{\nu }}, который связан с 5-мерным элементом длины {\displaystyle ds}, как указано выше:
{\displaystyle ds^{2}=c^{2}d\tau ^{2}+\phi ^{2}\left(kA_{\nu }dx^{\nu }+dx^{5}\right)^{2}}
Тогда 5D геодезическое уравнение можно записать для пространственно-временных компонент 4-скорости,
{\displaystyle {\begin{aligned}&U^{\nu }\equiv {dx^{\nu } \over d\tau }\\&{dU^{\nu } \over d\tau }+{\widetilde {\Gamma }}_{\alpha \beta }^{\mu }U^{\alpha }U^{\beta }+2{\widetilde {\Gamma }}_{5\alpha }^{\mu }U^{\alpha }U^{5}+{\widetilde {\Gamma }}_{55}^{\mu }\left(U^{5}\right)^{2}+U^{\mu }{d \over d\tau }\ln \left({cd\tau  \over ds}\right)=0\end{aligned}}}
Слагаемое, квадратичное по {\displaystyle U^{\nu }}, приводит к 4D уравнению геодезической плюс некоторые электромагнитные слагаемые:
{\displaystyle {\widetilde {\Gamma }}_{\alpha \beta }^{\mu }=\Gamma _{\alpha \beta }^{\mu }+{1 \over 2}g^{\mu \nu }k^{2}\phi ^{2}\left(A_{\alpha }F_{\beta \nu }+A_{\beta }F_{\alpha \nu }-A_{\alpha }A_{\beta }\partial _{\nu }\ln \phi ^{2}\right)}
Член, линейный по {\displaystyle U^{\nu }}, приводит к закону для силы Лоренца:
{\displaystyle {\widetilde {\Gamma }}_{5\alpha }^{\mu }={1 \over 2}g^{\mu \nu }k\phi ^{2}\left(F_{\alpha \nu }-A_{\alpha }\partial _{\nu }\ln \phi ^{2}\right)}
Это ещё одно выражение «чуда Калуцы». Та же самая гипотеза для 5D-метрики, из которой получается тензор энергии-импульса электромагнитного поля в уравнениях Эйнштейна, также даёт закон силы Лоренца в уравнении движения наряду с 4D уравнением геодезической. Однако соответствие закону силы Лоренца требует, чтобы компонента 5-скорости вдоль пятого измерения отождествлялась с электрическим зарядом:
{\displaystyle kU^{5}=k{\frac {dx^{5}}{d\tau }}\rightarrow {q \over mc}}
где {\displaystyle m} — масса частицы и {\displaystyle q} — электрический заряд частицы. Таким образом, электрический заряд понимается как движение по пятому измерению. Тот факт, что закон силы Лоренца может быть понят как геодезическая в 5-ти измерениях, был для Калуцы основной мотивацией для рассмотрения 5-мерной гипотезы даже при наличии эстетически неприятного цилиндрического условия.
Но есть проблема: слагаемое, квадратичное по {\displaystyle U^{5}}, приводит к уравнению
{\displaystyle {\widetilde {\Gamma }}_{55}^{\mu }=-{1 \over 2}g^{\mu \alpha }\partial _{\alpha }\phi ^{2}}
Если в скалярном поле отсутствует градиент, то слагаемое, квадратичное по {\displaystyle U^{5}}, исчезает. Но в противном случае из приведённого выше выражения следует
{\displaystyle U^{5}\sim c{q/m \over G^{\frac {1}{2}}}}
Для элементарных частиц {\displaystyle U^{5}>{\rm {10}}^{20}c} . Слагаемое квадратичное по {\displaystyle U^{5}} должно доминировать в уравнении, возможно, в противоречии с опытными фактами. Это был главный недостаток 5-мерной теории, как её видел Калуца, который он рассматривал в своей оригинальной статье. Ю. С. Владимиров выделяет следующие недостатки теории: не ясен физический смысл пятой компоненты и {\displaystyle G_{55}}-компоненты метрического тензора; не ясна причина возникновения цилиндрического условия; такое объединение формально и не даёт новых экспериментально проверяемых предсказаний и другие.
Уравнение движения для {\displaystyle U^{5}} особенно упрощается при цилиндрическом условии. Начнём с альтернативной формы уравнения геодезических, записанного для ковариантной 5-скорости:
{\displaystyle {d{\widetilde {U}}_{a} \over ds}={1 \over 2}{\widetilde {U}}^{b}{\widetilde {U}}^{c}{\partial {\widetilde {g}}_{bc} \over \partial x^{a}}}
Это означает, что при учёте цилиндрического условия {\displaystyle {\widetilde {U}}_{5}} — константа 5-мерного движения:
{\displaystyle {\widetilde {U}}_{5}={\widetilde {g}}_{5a}{\widetilde {U}}^{a}=\phi ^{2}{cd\tau  \over ds}\left(kA_{\nu }U^{\nu }+U^{5}\right)={\rm {constant}}}

## Гипотеза Калуцы о тензоре энергии-импульса материи
Калуца предложил использовать 5D тензор энергии-импульса материи {\displaystyle {\widetilde {T}}_{M}^{ab}} в виде
{\displaystyle {\widetilde {T}}_{M}^{ab}=\rho {dx^{a} \over ds}{dx^{b} \over ds}}
где {\displaystyle \rho } — это плотность и элемент длины {\displaystyle ds} определённый выше.
Тогда пространственно-временная компонента даёт типичный тензор энергии-импульса пылевой материи:
{\displaystyle {\widetilde {T}}_{M}^{\mu \nu }=\rho {dx^{\mu } \over ds}{dx^{\nu } \over ds}}
Смешанная часть служит как 4-токовый источник для уравнений Максвелла:
{\displaystyle {\widetilde {T}}_{M}^{5\mu }=\rho {dx^{\mu } \over ds}{dx^{5} \over ds}=\rho U^{\mu }{q \over kmc}}
Подобно тому, как пятимерная метрика включает 4-мерную метрику, обрамлённую электромагнитным векторным потенциалом, 5-мерный тензор энергии-импульса включает 4-мерный тензор энергии-импульса, обрамлённый векторным 4-током.

## Квантовая интерпретация Клейна
Первоначальная гипотеза Калуцы была чисто классической и расширяла общую теорию относительности. Ко времени вклада Клейна, открытия Гейзенберга, Шредингера и де Бройля привлекали большое внимание. В статье Клейна в журнале Nature высказано предположение, что пятое измерение является замкнутым и периодическим, и что отождествление электрического заряда с движением в пятом измерении можно интерпретировать как стоячие волны с длиной волны {\displaystyle \lambda ^{5}} подобно электронам вокруг ядра в модели атома Бора. Тогда квантование электрического заряда можно было бы хорошо понять в терминах целых величин, кратных пятимерному импульсу. Комбинируя предыдущий результат Калуцы для {\displaystyle U^{5}} в терминах электрического заряда и соотношения де Бройля для импульса {\displaystyle p^{5}=h/\lambda ^{5}}, Клейн получил выражение для 0-й моды таких волн:
{\displaystyle mU^{5}={cq \over G^{\frac {1}{2}}}={h \over \lambda ^{5}}\quad \Rightarrow \quad \lambda ^{5}\sim {hG^{\frac {1}{2}} \over cq}}
где {\displaystyle h} — постоянная Планка. Клейн нашёл {\displaystyle \lambda ^{5}\sim {\rm {10}}^{-30}} см, и тем самым объяснение цилиндрического условия при таком малом значении.
В статье Клейна в журнале Zeitschrift für Physik того же года даётся более подробное рассмотрение, в котором явно используются методы Шрёдингера и де Бройля. Она воспроизводила большую часть классической теории Калуцы, описанной выше, а затем перешла к квантовой интерпретации Клейна. Клейн решил волновое уравнение, подобное уравнению Шрёдингера, используя разложение по пятимерным волнам, резонирующим в замкнутом, компактном пятом измерении.

## Интерпретация теории групп

Пространство М × С компактифицируется над компактным множеством С, а после разложения Калуцы-Клейна получается эффективная теория поля над М.

В 1926 году Оскар Клейн предположил, что четвёртое пространственное измерение свёрнуто в круг с очень маленьким радиусом, так что частица, перемещающаяся на небольшое расстояние вдоль этой оси, вернётся в начальную точку. Расстояние, которое может пройти частица, прежде чем она достигнет своего начального положения, называется размером измерения. Это дополнительное измерение представляет собой компактное множество, и построение этого компактного измерения называется компактификацией.
В современной геометрии дополнительное пятое измерение можно понимать как группу U(1), поскольку электромагнетизм по существу можно сформулировать как калибровочную теорию на расслоении, расслоение на окружности, с калибровочной группой U(1). В теории Калуцы — Клейна эта группа предполагает, что калибровочная симметрия — это симметрия круговых компактных пространств. Как только эта геометрическая интерпретация принята, относительно просто заменить что U(1) — общая группа Ли. Такие обобщения часто называют теориями Янга — Миллса. Если проводится различие, то теории Янга — Миллса возникают в плоском пространстве-времени, тогда как Калуца — Клейн рассматривает более общий случай искривлённого пространства-времени. Базовое пространство теории Калуцы — Клейна не обязательно должно быть четырёхмерным пространством-временем; это может быть любое (псевдо)риманово многообразие, суперсимметричное многообразие, орбифолд или даже некоммутативное пространство.
Построение можно примерно описать следующим образом. Начнём с рассмотрения главного расслоения P с калибровочной группой G над многообразием M. Имея связность на расслоении, метрику на базовом многообразии и калибровочно-инвариантную метрику на касательной к каждому слою, можно построить метрику расслоения, определённую на всём расслоении. Вычисляя скалярную кривизну этой метрики расслоения, мы обнаруживаем, что она постоянна на каждом слое: это и есть «чудо Калуцы». Не нужно было явно накладывать цилиндрическое условие или компактифицировать: по предположению калибровочная группа уже компактна. Затем эта скалярная кривизна берётся за плотность лагранжиана и, исходя из этого, строится действие Эйнштейна — Гильберта для расслоения в целом. Уравнения движения, уравнения Эйлера — Лагранжа, можно получить обычным способом путём рассмотрения стационарного действие по отношению к вариациям либо метрики на базовом многообразии, либо калибровочной связности. Вариации относительно базовой метрики дают уравнения поля Эйнштейна на базовом многообразии, где тензор энергии-импульса задаётся кривизной калибровочной связности. С другой стороны, действие стационарно по отношению к вариациям калибровочной связи именно тогда, когда калибровочная связь является решением уравнения Янга — Миллса. Таким образом, применяя единственную идею: принцип наименьшего действия к единственной величине: скалярной кривизне на расслоении (в целом), можно получить одновременно все необходимые уравнения поля как для пространства-времени, так и для калибровочного поля.
В качестве подхода к объединению сил легко применить теорию Калуцы — Клейна в попытке объединить гравитацию с сильными и электрослабыми силами с помощью группы симметрии Стандартной модели SU(3) × SU(2) × U(1). Однако попытка превратить эту интересную геометрическую конструкцию в полноценную модель реальности терпит неудачу из-за ряда трудностей, включая тот факт, что фермионы должны вводиться искусственным путем (в несуперсимметричных моделях). Тем не менее, теория Калуцы — Клейна остаётся важным пробным камнем в теоретической физике и часто включается в более сложные теории. Она изучается сама по себе как объект геометрического интереса в K-теории.
Даже в отсутствие полностью удовлетворительной основы теоретической физики идея исследования дополнительных, компактифицированных измерений представляет значительный интерес в сообществах экспериментаторов и астрофизиков. Можно сделать множество прогнозов с реальными экспериментальными последствиями (в случае больших дополнительных измерений и искажённых моделей). Например, исходя из простейших принципов, можно было бы ожидать наличия стоячих волн в дополнительном компактифицированном измерении или измерениях. Если дополнительное пространственное измерение имеет радиус R, инвариантная масса таких стоячих волн будет Mn = nh/Rc, где n — целое число, h — постоянная Планка, а c — скорость света. Этот набор возможных значений массы часто называют башней Калуцы — Клейна. Точно так же в квантовой теории поля при ненулевых температурах компактификация евклидова временного измерения приводит к частотам Мацубары и, таким образом, к дискретному спектру тепловой энергии.
Однако подход Клейна к квантовой теории ошибочен и, например, приводит к вычисленной массе электрона порядка массы Планка.
Примеры экспериментально проверяемых следствий теории включают работу коллаборации CDF, которая повторно проанализировала данные коллайдера частиц для выявления эффектов, связанных с большими дополнительными измерениями и деформированными моделями.
Бранденбергер и Вафа предположили, что в ранней Вселенной космическая инфляция заставила три пространственных измерения расширяться до космологических размеров, в то время как остальные измерения пространства остались микроскопическими.

## Теория пространства-времени-материи
Частный вариант теории Калуцы-Клейна, известный как теория пространства-времени-материи или теории индуцированной материи, в основном исследовался Полом Вессоном и другими членами Консорциума пространства-времени-материи. В этой версии теории отмечается, что решения уравнения
{\displaystyle {\widetilde {R}}_{ab}=0}
можно переформулировать так, чтобы в четырёх измерениях эти решения удовлетворяли бы уравнениям Эйнштейна
{\displaystyle G_{\mu \nu }=8\pi T_{\mu \nu }\,}
с точным видом Tμν, вытекающим из условия на исчезновение тензора Риччи в пятимерном пространстве. Другими словами, цилиндрическое условие не используется, и теперь тензор энергии-импульса получается из производных 5D-метрики по пятой координате. Поскольку обычно  рассматривают тензор энергии-импульса в четырёхмерном пространстве с материей, вышеупомянутый результат можно интерпретировать как четырёхмерную материю индуцируемую геометрией пятимерного пространства.
В частности, солитонные решения {\displaystyle {\widetilde {R}}_{ab}=0} содержат метрику Фридмана — Лемэтра — Робертсона — Уокера как в формах с преобладанием излучения (ранняя вселенная), так и в формах с преобладанием материи (поздняя вселенная). Можно показать, что общие уравнения достаточно точно согласуются с классическими тестами общей теории относительности, чтобы быть приемлемыми с точки зрения физических принципов, при этом оставляя значительную свободу в выборе интересных космологических моделей.

## Геометрическая интерпретация
Теория Калуцы — Клейна имеет особенно элегантное изложение с точки зрения геометрии. В определённом смысле это похоже на обычную гравитацию в свободном пространстве, за исключением того, что она выражается в пяти измерениях вместо четырёх.

### Уравнения Эйнштейна
Уравнения, описывающие обычную гравитацию в свободном пространстве, можно получить из действия, применив вариационный принцип к определённому действию. Пусть M — (псевдо)риманово многообразие, которое можно принять за пространство-время общей теории относительности. Если g — метрика на этом многообразии, действие S(g) определяется как
{\displaystyle S(g)=\int _{M}R(g)\mathrm {vol} (g)\,}
где R(g) — скалярная кривизна, а vol(g) — элемент объёма. Применяя вариационный принцип к действию
{\displaystyle {\frac {\delta S(g)}{\delta g}}=0}
получаем в точности уравнения Эйнштейна для свободного пространства:
{\displaystyle R_{ij}-{\frac {1}{2}}g_{ij}R=0}
где Rij — тензор Риччи.

### Уравнения Максвелла
Напротив, уравнения Максвелла, описывающие электромагнетизм, можно понимать как уравнения Ходжа главного U(1)-расслоения или расслоения на окружности {\displaystyle \pi :P\to M} со слоем U(1). То есть электромагнитное поле {\displaystyle F} является гармонической 2-формой в пространстве {\displaystyle \Omega ^{2}(M)} дифференцируемых 2-форм на многообразии {\displaystyle M}. В отсутствие зарядов и токов уравнения Максвелла в свободном поле имеют вид
{\displaystyle \mathrm {d} F=0\quad {\text{and}}\quad \mathrm {d} {\star }F=0.}
где {\displaystyle \star } — звезда Ходжа.

### Геометрия Калуцы — Клейна
Для построения теории Калуцы — Клейна выбирается инвариантная риманова метрика на окружности {\displaystyle S^{1}}, то есть слое {\displaystyle U(1)}-расслоения электромагнетизма. В этом обсуждении инвариантная метрика — это просто метрика, инвариантная относительно вращений окружности. Предположим, эта метрика даёт кругу общую длину {\displaystyle \Lambda }. Затем рассматриваются метрики {\displaystyle {\widehat {g}}} на расслоении {\displaystyle P}, которые согласованы как с метрикой слоя, так и с метрикой на подлежащем многообразии {\displaystyle M}. Условия согласованности:
- Проекцию {\displaystyle {\widehat {g}}} в вертикальное подпространство {\displaystyle {\mbox{Vert}}_{p}P\subset T_{p}P} необходимо согласовать с метрикой на слое над точкой на многообразии {\displaystyle M}.
- Проекция {\displaystyle {\widehat {g}}} в горизонтальное подпространство {\displaystyle {\mbox{Hor}}_{p}P\subset T_{p}P} касательного пространства в точке {\displaystyle p\in P} должна быть изоморфна метрике {\displaystyle g} на {\displaystyle M} в {\displaystyle \pi (P)} .

Действие Калуцы — Клейна для такой метрики даётся формулой
{\displaystyle S({\widehat {g}})=\int _{P}R({\widehat {g}})\;{\mbox{vol}}({\widehat {g}})\,}
Скалярная кривизна, записанная в компонентах, затем расширяется до
{\displaystyle R({\widehat {g}})=\pi ^{*}\left(R(g)-{\frac {\Lambda ^{2}}{2}}\vert F\vert ^{2}\right),}
где {\displaystyle \pi ^{*}} — кодифференциал проекции слоя расслоения {\displaystyle \pi :P\to M}. Связность {\displaystyle A} на слое расслоения связана с тензором электромагнитного поля
{\displaystyle \pi ^{*}F=\mathrm {d} A}
То, что такая связь существует всегда, даже для расслоений произвольно сложной топологии, является результатом гомологии и, в частности, K-теории. Применяя теорему Фубини и интегрируя по слою, получаем
{\displaystyle S({\widehat {g}})=\Lambda \int _{M}\left(R(g)-{\frac {1}{\Lambda ^{2}}}\vert F\vert ^{2}\right)\;{\mbox{vol}}(g)}
Варьируя действие по отношению к компоненту {\displaystyle A}, мы приходим к уравнениям Максвелла. Применяя вариационный принцип к базовой метрике {\displaystyle g}, получаем уравнения Эйнштейна
{\displaystyle R_{ij}-{\frac {1}{2}}g_{ij}R={\frac {1}{\Lambda ^{2}}}T_{ij}}
с тензором энергии-импульса, заданным в виде
{\displaystyle T^{ij}=F^{ik}F^{jl}g_{kl}-{\frac {1}{4}}g^{ij}\vert F\vert ^{2},}
который иногда называют максвелловским тензором напряжений.
Исходная теория определяет {\displaystyle \Lambda } с метрикой слоя {\displaystyle g_{55}}, и позволяет {\displaystyle \Lambda } варьироваться от слоя к слою. В этом случае связь между гравитацией и электромагнитным полем непостоянна, но имеет своё собственное динамическое поле — радионное.

### Обобщения
Выше размер петли {\displaystyle \Lambda } действует как константа связи между гравитационным полем и электромагнитным полем. Если базовое многообразие четырёхмерно, то многообразие Калуцы — Клейна P пятимерное. Пятое измерение — это компактное пространство, которое называется компактным измерением. Метод введения компактных размеров для получения многомерного многообразия называется компактификацией. Компактификация не производит групповых действий на киральные фермионы, за исключением очень специфических случаев: размерность всего пространства должна быть 2 mod 8, а G-индекс оператора Дирака компактного пространства должен быть ненулевым.
Приведённое выше развитие более или менее прямо обобщается на общие главные G-расслоения для некоторой произвольной группы Ли G, занимающей место U(1). В таком случае теорию часто называют теорией Янга — Миллса. Если лежащее в основе многообразие суперсимметрично, то результирующая теория является суперсимметричной теорией Янга — Миллса.

## Экспериментальная проверка
Официальных сообщений об экспериментальных или наблюдательных признаках дополнительных измерений не поступало. Было предложено много теоретических методов поиска для обнаружения резонансов Калуцы — Клейна с использованием массового взаимодействия таких резонансов с топ-кварком. Однако, наблюдение таких резонансов в Большом адронном коллайдере маловероятно. Анализ результатов LHC в декабре 2010 года сильно ограничивает параметр минимально возможной массы для черных дыр, который вводится в теориях с большими дополнительными измерениями.
Наблюдение бозона типа Хиггса на LHC устанавливает новый эмпирический тест, который может быть применён к поиску резонансов Калуцы — Клейна и суперсимметричных частиц. Петлевые диаграммы Фейнмана, существующие во взаимодействиях Хиггса, позволяют любой частице с электрическим зарядом и массой двигаться по такой петле. Частицы Стандартной модели, помимо топ-кварка и W-бозона, не вносят большого вклада в сечение, наблюдаемое в H → γγ, но если появятся новые частицы за пределами Стандартной модели, они потенциально могут изменить соотношение предсказанной Стандартной модели H → γγ к экспериментально наблюдаемому сечению. Следовательно, измерение любого резкого изменения H → γγ, предсказываемого Стандартной моделью, имеет решающее значение для исследования физики за её пределами.
Другая более свежая статья от июля 2018 г. даёт некоторую надежду этой теории; в статье они оспаривают, что гравитация проникает в более высокие измерения, как в теории бран. Однако в статье показано, что электромагнитное поле и гравитация имеют одно и то же количество измерений, и этот факт подтверждает теорию Калуцы — Клейна; вопрос о том, действительно ли количество измерений составляет 3 + 1 или на самом деле 4 + 1, является предметом дальнейших споров.